# 아마미군도국정공원

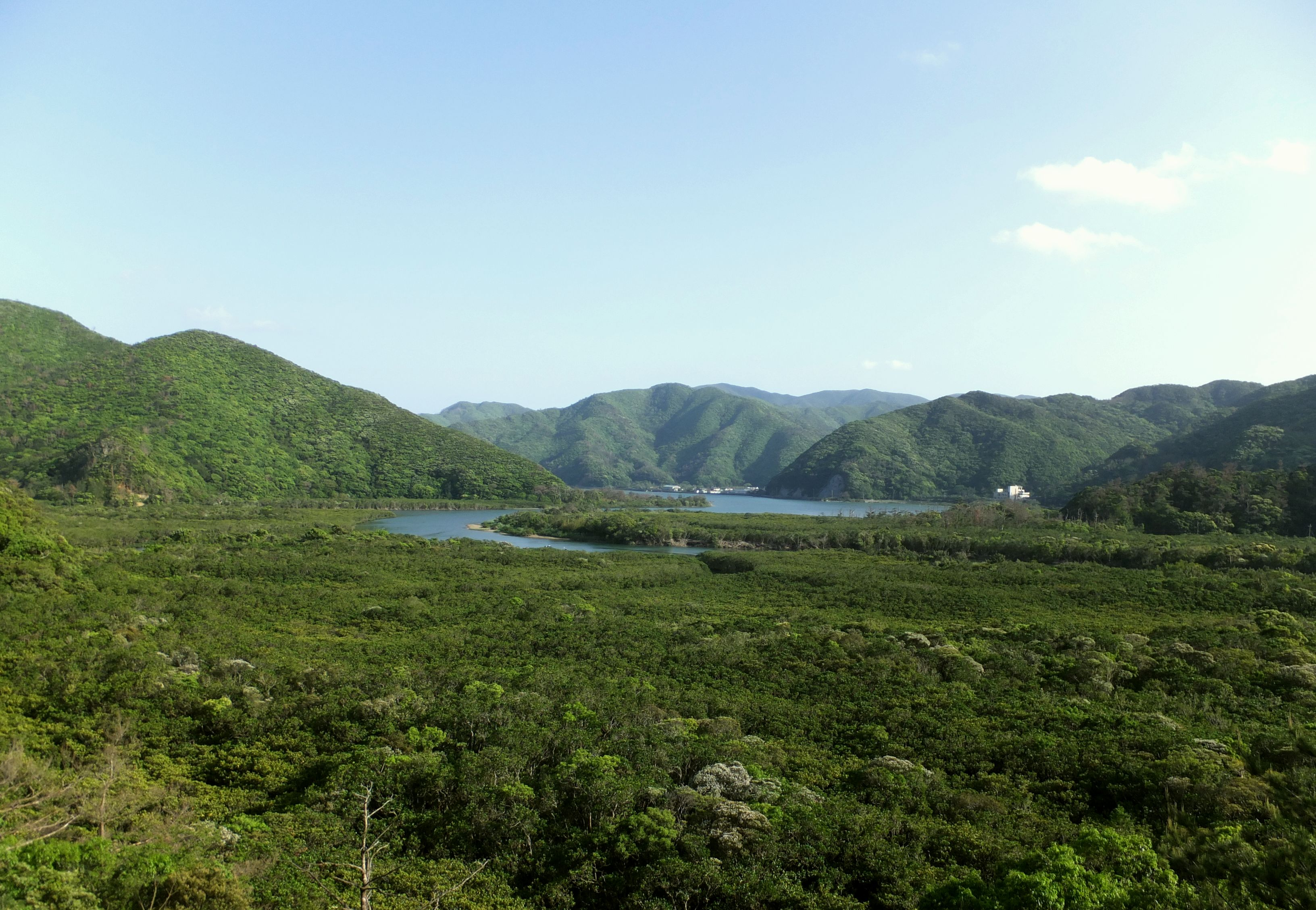

아마미군도국정공원(奄美群島国立公園)은 일본 가고시마현에 있는 국립공원이다. 2017년에 설립된 이 공원은 육지 면적 42,181ha(104,230에이커), 바다 면적 33,082ha(81,750에이커)로 구성되어 있다. 국립공원에는 도쿠노시마섬, 기카이섬, 아마미섬, 요론섬, 오키노에라부섬, 우케섬, 가케로마섬, 요로시마섬이 포함된다.

## 같이 보기
- 일본의 국립공원
- 일본의 세계유산
- 아마미검은토끼
- 아마미오시마